# Hall Summit
Hall Summit é uma vila localizada no estado americano de Luisiana, na Paróquia de Red River.

## Demografia
Segundo o censo americano de 2000, a sua população era de 264 habitantes.
Em 2006, foi estimada uma população de 263, um decréscimo de 1 (-0.4%).

## Geografia
De acordo com o United States Census Bureau tem uma área de
4,3 km², dos quais 4,3 km² cobertos por terra e 0,0 km² cobertos por água. Hall Summit localiza-se a aproximadamente 61 m acima do nível do mar.

## Localidades na vizinhança
O diagrama seguinte representa as localidades num raio de 20 km ao redor de Hall Summit.